# Maat (Band)
Maat ist eine Berliner Death-Metal-Band, die im Jahr 2009 gegründet wurde. Der Bandname bezieht sich auf den Begriff Maat, ein altägyptisches Konzept für Gerechtigkeit, Weltordnung und Wahrheit.

## Geschichte
Die Band wurde im November 2009 von den Gitarristen Felix und Franko gegründet. Im Mai 2010 kam Hendrik als Schlagzeuger hinzu, ehe mit dem Sänger Kris und dem Bassisten Friedel die Besetzung vervollständigt wurde. Nach den ersten Proben begab sich die Band ins Studio, um die erste EP Born in Sand aufzunehmen, die vier Lieder enthielt und Ende Oktober 2010 erschien. Nach mehreren Auftritten verließ der Bassist Friedel die Band, dem kurz darauf Felix folgte. Als neuer Gitarrist kam im Januar 2011 Alex hinzu, ehe Mitte des Jahres Noël den Bass besetzte. In dieser Besetzung schlossen sich weitere Auftritte an, ehe sich die Gruppe im April 2013 in das Soundlodge Studio begab, um ihr Debütalbum aufzunehmen. Im Jahr 2014 wurde es unter dem Namen As We Create the Hope from Above über Aural Attack Productions veröffentlicht.
Zwischen 2018 und 2022 gab es mehrere Besetzungswechsel, jedoch immer mit dem klaren Ziel, dem bisherigen Stil treu zu bleiben. Das Album "From Origin to Decay" entstand wieder bei Soundlodge und erschien 2024 über FDA Records. 

## Stil
Laut Bandbiografie auf maat-music.com sei die Band durch Gruppen wie Nile und Behemoth sowie durch die ägyptische Mythologie inspiriert worden. Felix Patzig beschrieb die Musik in einem Vorwort eines Interviews mit dem Gitarristen Franko und Hendrik Wodynski als eine Mischung aus technisch anspruchsvollem Death Metal der polnischen Schule und Nile. Wodynski gab im Interview an, durch Gruppen wie Nile, Vader und Behemoth beeinflusst worden zu sein. Franko fügte hinzu, dass für die Band polnische Bands als Einfluss jedoch wichtiger seien als Nile. Laut Sascha Ganser von metalreviews.de spielt die Band auf As We Create the Hope from Above Death Metal, der durch ägyptische Klänge variiert wurde. Die genretypischen Growls und Blastbeats seien jedoch erhalten geblieben.

## Diskografie
- 2010: Born in Sand (EP, Eigenveröffentlichung)
- 2014: As We Create the Hope from Above (Album, Aural Attack Productions)
- 2017: Monuments Will Enslave (Album, Aural Attack Produktions)
- 2024: From Origin to Decay (Album, FDA Records)